# August Karolus

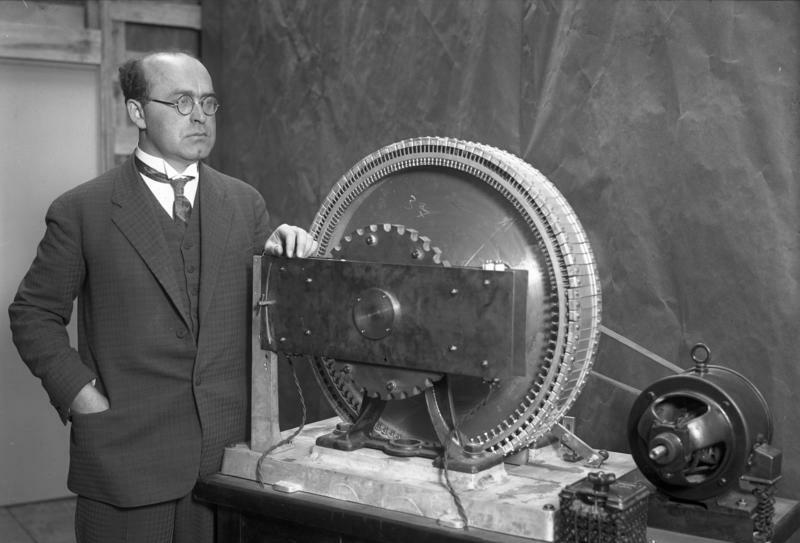
August Karolus 1930 mit dem Weillerschen Spiegelrad zur Abtastung von Fernsehbildern

August Karolus (* 16. März 1893 in Reihen (heute Stadtteil von Sinsheim); † 1. August 1972 in Zollikon bei Zürich) war ein deutscher Physiker. Er erlangte in den 1920er Jahren Bedeutung als Pionier der Fernsehtechnik.
Karolus war Professor in Leipzig, Zürich und Freiburg. Er entwickelte 1924 die nach ihm benannte Kerr-Karolus-Zelle zur trägheitslosen Lichtsteuerung, eine Weiterentwicklung der auf dem Kerr-Effekt basierenden Kerr-Zelle, durch die die elektronische Bildübertragung für die Fernsehtechnik gefördert wurde. Er führte auch Präzisionsmessungen der Lichtgeschwindigkeit durch.

## Leben
Er war der älteste Sohn des Landwirts August Karolus, dessen Familie seit vielen Generationen einen Hof bewirtschaftete. Er muss wohl bei dem Unterlehrer Ludwig Link in die Vorschule in Reihen gegangen sein. In der Kreisstadt Sinsheim besuchte er dann für sechs Jahre die Großherzogliche Realschule. Er soll sehr fleißig gewesen sein und bastelte gerne. Seine ersten Experimente begannen mit etwa zwölf Jahren, nachdem er von seiner Mutter Emma geb. Kaiser zu Weihnachten einen Experimentierkasten geschenkt bekommen hatte. Ein Universitätsstudium war Karolus aus finanziellen Gründen zunächst nicht möglich, er konnte jedoch in Ettlingen, wo er bei Verwandten unterkam, das Lehrerseminar besuchen und das Examen als Volksschullehrer absolvieren.
Im Ersten Weltkrieg wurde er zum Kriegsdienst eingezogen. 1917 erlitt er in Flandern einen Lungenschuss, der im Feldlazarett nur oberflächlich behandelt wurde und vermutlich zu Karolus’ Tod geführt hätte, wenn ihn nicht sein Bruder zufällig aufgefunden und zur weiteren Behandlung hinter die Frontlinie geschafft hätte. Er verbrachte einige Zeit in einem Lazarett in Hannover und kehrte dann nach Karlsruhe zurück, wo er 1919 das Abitur absolvierte und anschließend Physik und Elektrotechnik zu studieren begann.
Anfang 1920 erhielt er eine Assistentenstelle an der Universität Leipzig, wo er bereits im November 1921 promoviert wurde. 1922 nahm er eine Assistentenstelle mit Lehrauftrag für Elektronik an der Technischen Hochschule Stuttgart an. 1923 kehrte er nach Leipzig zurück. Er forschte an Fernübertragungsmethoden wie dem Lichttelefon und der Bildtelegrafie und führte dazu Versuche mit Photozellen, Röhrenverstärkern für schwache Gleichströme, Röhrensendern, Braunschen Röhren usw. durch. Er verbesserte die Kerr-Zelle zur Steuerung von Lichtschwankungen durch Spannungsschwankungen und ließ sie als Kerr-Karolus-Zelle unter der Nummer 471720 zum Patent eintragen. 1924 präsentierte er eine auf dem Weillerschen Spiegelrad basierende, funktionstüchtige Fernsehapparatur, die er gemeinsam mit der Firma Telefunken kontinuierlich weiterentwickelte. Seine erfolgreichen Versuche veranlassten Hans Bredow, die Fernseh-Entwicklung bei der Reichspost voranzutreiben. Mit dem Telefunken-Karolus-Bildtelegraphen, der auf der Empfangsseite mittels der Kerr-Karolus-Zelle einen lichtempfindlichen Film belichtete, gelang Karolus 1925 die erste Bildübermittlung von Berlin nach Leipzig. Am 2. April 1926 gelangen entsprechende Bildübermittlungen von Berlin nach Wien. Die Reichspost nahm am 1. Dezember 1927 einen planmäßigen Bild-Telegraphie-Verkehr zwischen Berlin und Wien mit dem Telefunken-Karolus-System auf.
Am 1. September 1926 wurde er zum außerordentlichen Professor und Leiter der Abteilung für angewandte Elektrizitätslehre an der Universität Leipzig ernannt. Im Folgejahr schloss Karolus einen General-Lizenzvertrag mit den Firmen Telefunken, AEG und Siemens ab. Das so genannte Siemens-Karolus-Telefunken-System diente für Bildübertragungen zwischen Berlin und Rom sowie Rio de Janeiro, später auch nach Moskau, London und Japan.
Karolus’ frühe Entwicklungen basierten zunächst auf dem Zwischenfilmverfahren, bei dem die Bildsignale auf der Empfangsseite auf Film belichtet und dann erst projiziert wurden, was aufgrund der Belichtungs- und Entwicklungsabläufe einen Zeitversatz von etwa 85 Sekunden mit sich brachte. Seine Geräte waren aufwändig, erreichten jedoch unter Hinzunahme des Weillerschen Spiegelrads bald Bildgrößen von bis zu 75 × 75 cm bei 96 Zeilen pro Bild. Auf der Funkausstellung in Berlin 1928 konkurrierte Karolus mit dem System des ungarischen Physikers Dénes von Mihály, der nur eine Bildgröße von 4 × 4 cm bei 30 Zeilen pro Bild erreichte. Die einfache und günstige Lösung Mihálys konnte trotz der schlechteren Werte überzeugen, so dass Mihálys 30-Zeilen-Bild bei der ersten Normfestlegung für Fernsehsignale Modell stand. 1929 testete die Reichspost weitere Entwicklungen von Telefunken-Karolus, Mihály, Fernseh AG und des Reichspostzentralamtes.
Am 18. November 1930 wurde Karolus für seine bisherigen Forschungen mit der Heinrich-Hertz-Medaille in Gold ausgezeichnet. In der Folgezeit widmete sich Karolus insbesondere der Entwicklung von großformatigen Fernsehübertragungssystemen. Im November 1933 unterzeichnete er das Bekenntnis der deutschen Professoren zu Adolf Hitler. 1935 fertigte er eine Fernsehtafel mit einer Größe von 4 × 5 Metern und 40.000 Bildpunkten.
Gegen Ende des Zweiten Weltkriegs wurde sein Institut in Leipzig zerstört. 1944 heiratete er seine langjährige Mitarbeiterin Dr. Ella Luise Hildegard Geest, die 1933 ihre Promotion in Physik bei Peter Debye und Werner Heisenberg abgeschlossen hatte. Nach Kriegsende knüpfte er von seinem Heimatort Reihen aus Verbindungen nach Zürich, wohin er 1946 übersiedelte, um als beratender Ingenieur bei einem Unternehmen tätig zu sein.
1955 folgte er einer Professur für angewandte Physik an die Albert-Ludwigs-Universität Freiburg. Dort widmete er sich insbesondere Verfeinerungen bei der Messung der Lichtgeschwindigkeit und der Schwingquarzforschung. Nach dem Ende seiner Lehrtätigkeit 1962 arbeitete er ab 1964 in seinem eigenen Laboratorium.
Prof. Dr. August Karolus starb im Alter von fast 80 Jahren am 1. August 1972 in Zürich an den Folgen eines Herzinfarkts. Die Karolussche Villa, die August-Karolus-Straße, das Prof.-Karolus-Stadion erinnern in seinem Heimatort Reihen an ihn. Außerdem kommen die Erträge der 1980 von seiner Witwe gestifteten August-Karolus-Stiftung Notdürftigen aus Reihen zugute.
August Karolus war Mitglied des Vereins Deutscher Ingenieure (VDI).